# Сибињ Крмпотски
Сибињ Крмпотски (хрв. Sibinj Krmpotski) је насељено мјесто у саставу града Нови Винодолски, Приморско-горанска жупанија, Хрватска.

## Историја
До територијалне реорганизације у Хрватској био је у саставу старе општине Цриквеница.

## Становништво
У попису становништва из 2011. године, Сибињ Крмпотски је имао 43 становника.
| Број становника према пописима | Број становника према пописима | Број становника према пописима | Број становника према пописима | Број становника према пописима | Број становника према пописима | Број становника према пописима | Број становника према пописима | Број становника према пописима | Број становника према пописима | Број становника према пописима | Број становника према пописима | Број становника према пописима | Број становника према пописима | Број становника према пописима | Број становника према пописима |
| ------------------------------ | ------------------------------ | ------------------------------ | ------------------------------ | ------------------------------ | ------------------------------ | ------------------------------ | ------------------------------ | ------------------------------ | ------------------------------ | ------------------------------ | ------------------------------ | ------------------------------ | ------------------------------ | ------------------------------ | ------------------------------ |
| 1857                           | 1869                           | 1880                           | 1890                           | 1900                           | 1910                           | 1921                           | 1931                           | 1948                           | 1953                           | 1961                           | 1971                           | 1981                           | 1991                           | 2001                           | 2011                           |
| 57                             | 0                              | 118                            | 121                            | 104                            | 112                            | 83                             | 80                             | 54                             | 40                             | 18                             | 22                             | 21                             | 40                             | 55                             | 43                             |

Напомена: Исказано под именом Свети Илија (Сибињ) 1857, Сибињ од 1869. до 1900. и Сибињ Крмпотски од 1910. надаље. Године 1869. подаци су садржани у насељу Јаков Поље.